# Deraeocoris ornatus
Deraeocoris ornatus är en insektsart som beskrevs av Knight 1921. Deraeocoris ornatus ingår i släktet Deraeocoris och familjen ängsskinnbaggar. Inga underarter finns listade i Catalogue of Life.